# Belmont (New Hampshire)
Pour les articles homonymes, voir Belmont.
Belmont est une municipalité américaine située dans le comté de Belknap au New Hampshire. Selon le recensement de 2010, sa population est de 7 356 habitants, dont 1 301 à Belmont CDP.

## Géographie
La municipalité s'étend sur 32,33 milles carrés (83,73 km2), dont 1,86 milles carrés (4,82 km2) d'étendues d'eau.

## Histoire
À partir de 1727, la localité est une paroisse de Gilmanton appelée Upper Gilmanton. Elle devient une municipalité en 1859 et change de nom dix ans plus tard. La ville est nommée en l'honneur d'August Belmont, un financier dont elle espérait obtenir les faveurs.

## Démographie
La population de Belmont est estimée à 7 275 habitants au 1er juillet 2016, en légère baisse par rapport au recensement de 2010.
Le revenu par habitant était en moyenne de 25 419 dollars par an entre 2012 et 2016, en-dessous de la moyenne du New Hampshire (35 264 dollars) et de la moyenne nationale (29 829 dollars). Sur cette même période, 8,6 % des habitants de Belmont vivaient sous le seuil de pauvreté (contre 7,3 % dans l'État et 12,7 % à l'échelle des États-Unis).